# Mateh Ascher
Die Regionalverwaltung Matteh Ascher (hebräisch מוֹעָצָה אֵזוֹרִית מַטֶּה אָשֵׁר Mōʿatzah Asōrīt Maṭṭeh Ascher, deutsch ‚Regionaler Rat des Stammes Ascher‘) ist ein israelischer Regionalverband. Er ist benannt nach einem der zwölf Stämme Israels, dem Stamm Ascher.

## Lage
Die Regionalverwaltung liegt im westlichen Galiläa im Nordbezirk Israels.

## Geschichte
Die Regionalverwaltung wurde im Jahr 1982 aus den bisherigen Regionalverwaltungen Gaʿetton, Naʿaman und Sullam Zor (Leiter von Tyros) gegründet.

Der Ortsname Åschrat  (Oschrat, s. u.) leitet sich vom Stammesnamen ab.

## Gliederung

Der Regionalverband (dunkelgrün) neben anderen Gebietskörperschaften

Der Matteh Ascher gliedert sich in zwei Dörfer, zwei Gemeinschaftssiedlungen (→ Tabelle der Gemeinschaftssiedlungen), 18 Kibbuzim (→ Liste der Kibbuzim), neun Moschavim (→ Geschichte der Moschavim) und eine kommunale Ortschaft.
| Name (in lateinischen Lettern / Plene hebräisch)                     | Name (hebräisch vokalisiert / transliteriert / ‚übersetzt‘)                         | Rechtsform            | Gründung                       |
| -------------------------------------------------------------------- | ----------------------------------------------------------------------------------- | --------------------- | ------------------------------ |
| Achihud / אחיהוד                                                     | אֲחִיהוּד Achīhūd                                                                      | Moschav               | 1950                           |
| Adamit / אדמית                                                       | אֲדָמִית Adamīt, deutsch ‚Irdene‘                                                      | Kibbutz               | 1958                           |
| Afeq / אפק                                                           | אֲפֵק                                                                                 | Kibbutz               | 1947                           |
| ʿAmqa / עמקה                                                         | עַמְקָה ʿAmqah                                                                         | Moschav               | 1. Jh. d.Z. / 1950 als Moschav |
| ʿArab alʿAramischa / hebräisch ערב אל-עראמשה / arabisch عرب العرامشة | עַרַבּ אַל-עַרָאמִשָׁה / عرب العرامشة, DMG ʿArab al-ʿArāmišah                                | Dorf                  | vor 1938                       |
| Beit haʿEmeq / בית העמק                                              | בֵּית הָעֵמֶק Bejt haʿEmeq, deutsch ‚Haus des Tals‘                                      | Kibbutz               | 1949                           |
| Ben ʿAmmi / בן עמי                                                   | בֶּן עַמִּי Ben ʿAmmī, deutsch ‚Sohn meines Volkes‘                                      | Moschav               | 1949                           |
| Betzet / בצת                                                         | בֶּצֶת                                                                                 | Moschav               | 1951                           |
| Bustan haGalil / בוסתן הגליל                                         | בֻּסְתַּן הַגָּלִיל Bustan haGalīl, deutsch ‚Obstgarten Galiläas‘                            | Moschav               | 1948                           |
| Chanita / חניתה                                                      | חֲנִיתָה Chanītah                                                                      | Kibbutz               | 1938                           |
| Eilon / אילון                                                        | אֵילוֹן Ejlōn, deutsch ‚Pistaiche‘ (Kofferwort aus Elah [Pistazie] und Allōn [Eiche]) | Kibbutz               | 1938                           |
| ʿEin haMifratz / עין המפרץ                                           | עֵין הַמִּפְרָץ ʿEjn haMifratz, deutsch ‚Auge des Golfs‘, sinngemäß Blick auf den Golf    | Kibbutz               | 1938                           |
| ʿEvron / עברון                                                       | עֶבְרוֹן ʿEvrōn                                                                        | Kibbutz               | 1945                           |
| Gaʿetton / געתון                                                     | גַּעְתּוֹן Gaʿettōn                                                                      | Kibbutz               | 1948                           |
| Gescher haSiw / גשר הזיו                                             | גֶּשֶׁר הַזִּיו Gescher haSīw, deutsch ‚Brücke des Glanzes‘                                | Kibbutz               | 1948                           |
| Jasʿur / יסעור                                                       | יַסְעוּר Jasʿūr, deutsch ‚Sturmvogel‘                                                  | Kibbutz               | 1949                           |
| Jechiʿam / יחיעם                                                     | יְחִיעָם Jəchīʿam                                                                      | Kibbutz               | 1946                           |
| Kabri / hebräisch כברי / arabisch الكابري                            | כַּבְּרִי Kabrī / الكابري, DMG al-Kabirī                                                 | Kibbutz               | um 1250 / 1949 als Kibbutz     |
| Kfar Masaryk / כְּפַר מַסָּרִיק                                             | כְּפַר מַסָּרִיק Kfar Massarīk, deutsch ‚Dorf Masaryks‘                                    | Kibbutz               | 1940                           |
| Klil / כליל                                                          | כְּלִיל Klīl, deutsch ‚Krone‘                                                          | Gemeinschaftssiedlung | 1979                           |
| Liman / לימן                                                         | לִימַן Līman, deutsch ‚Lehman‘                                                        | Moschav               | 1949                           |
| Lochamei haGettaʾot / לוחמי הגטאות                                   | לוֹחֲמֵי הַגֵּטָאוֹת Lōchamej haGeṭaʾōt, deutsch ‚Kämpfer der Ghettos‘                      | Kibbutz               | 1949                           |
| Mazzuva / מצובה                                                      | מַצּוּבָה Mazzūvah, deutsch ‚Pyramide‘, auch Mazzūbah                                   | Kibbutz               | 1940                           |
| Nes ʿAmmim / נס עמים                                                 | נֵס עַמִּים Nes ʿAmmīm, deutsch ‚Banner der Völker‘                                     | Gemeinschaftssiedlung | 1964                           |
| Netiv haSchajjara / נתיב השיירה                                      | נְתִיב הַשַּׁיָּרָה Nɘtīv haSchajjarah, deutsch ‚Pfad des Wagenkonvois‘                      | Moschav               | 1950                           |
| Oschrat / אָשְׁרַת                                                       | אָשְׁרַת Åschrat                                                                        | Gemeinschaftssiedlung | 1983                           |
| Regba / רגבה                                                         | רֶגְבָּה Regbah                                                                         | Moschav Schittufi     | 1946                           |
| Rosch haNiqra / ראש הנקרה                                            | רֹאשׁ הַנִּקְרָה Råsch haNiqrah, deutsch ‚Haupt der Felsenhöhle‘                           | Kibbuz                | 1949                           |
| Saʿar / סער                                                          | סַעַר Saʿar, deutsch ‚Sturm‘                                                          | Kibbutz               | 1948                           |
| Schavei Zion / שבי ציון                                              | שָׁבֵי צִיּוֹן Schavej Zijjōn, deutsch ‚Rückkehrer Zions‘                                 | Moschav               | 1938                           |
| Schaych Dannun / hebräisch שיח' דנון / arabisch الشيخ دنون           | שֵּׁיח' דַּנּוּן / الشيخ دنون, DMG al-Šayḫ Dannūn                                          | Dorf                  | 1. Jh. d.Z.                    |
| Schomrat / שמרת                                                      | שָׁמְרַת Schåmrat                                                                       | Kibbuz                | 1948                           |

## Einwohner
Die Einwohnerzahl beträgt 31.073 (Stand: Januar 2022).
Das israelische Zentralbüro für Statistik gibt bei den Volkszählungen vom 22. Mai 1961, 19. Mai 1972, 4. Juni 1983, 4. November 1995 und vom 28. Dezember 2008 für Regionalverwaltung folgende Einwohnerzahlen an:
| Jahr der Volkszählung | 1961   | 1972   | 1983   | 1995   | 2008   |
| Anzahl der Einwohner  | 12.400 | 12.700 | 15.700 | 19.100 | 21.700 |

## Partnerstadt
- Oldenburg, Niedersachsen, Deutschland, seit 1996